# THE IDOLM@STER CINDERELLA GIRLS STARLIGHT MASTER for the NEXT!
『THE IDOLM@STER CINDERELLA GIRLS STARLIGHT MASTER for the NEXT!』（アイドルマスター シンデレラガールズ スターライトマスター フォーザネクスト）は、2019年10月23日より日本コロムビアからリリースされているCDシリーズ。

## 概要
『アイドルマスター シンデレラガールズ スターライトステージ』用に作成された楽曲のロングバージョンを収録したCDシングルシリーズ第2弾。
CDの表題曲となる楽曲のロングバージョンであるM@STER VERSIONと各歌唱者によるソロバージョン、各曲のカラオケ、ボーナストラックとしてGAME VERSIONが収録される。前シリーズと異なり、ソロ新曲などのカップリングは収録されていない。表題曲を歌っているユニットには、ゲーム中ではユニット名がついている場合があるが、CDには表記されていない。
このCDが初収録となる曲は太字で表記する。

## 01 TRUE COLORS
2019年10月23日発売。同年8月31日にゲーム内で配信された『スターライトステージ』4周年記念楽曲「TRUE COLORS」を収録。黒埼ちとせ・白雪千夜・久川颯・久川凪はこのCDがシリーズ初参加。
収録曲
1. TRUE COLORS（M@STER VERSION）
歌：城ヶ崎美嘉（佳村はるか）、高森藍子（金子有希）、アナスタシア（上坂すみれ）、藤原肇（鈴木みのり）、乙倉悠貴（中島由貴）、黒埼ちとせ（佐倉薫）、白雪千夜（関口理咲）、久川颯（長江里加）、久川凪（立花日菜）
作詞・作曲・編曲：BNSI（渡辺量）
2. TRUE COLORS（M@STER VERSION）城ヶ崎美嘉ソロ・リミックス　
歌：城ヶ崎美嘉（佳村はるか）
3. TRUE COLORS（M@STER VERSION）高森藍子ソロ・リミックス　
歌：高森藍子（金子有希）
4. TRUE COLORS（M@STER VERSION）アナスタシアソロ・リミックス　
歌：アナスタシア（上坂すみれ）
5. TRUE COLORS（M@STER VERSION）藤原肇ソロ・リミックス　
歌：藤原肇（鈴木みのり）
6. TRUE COLORS（M@STER VERSION）乙倉悠貴ソロ・リミックス　
歌：乙倉悠貴（中島由貴）
7. TRUE COLORS（M@STER VERSION）黒埼ちとせソロ・リミックス　
歌：黒埼ちとせ（佐倉薫）
8. TRUE COLORS（M@STER VERSION）白雪千夜ソロ・リミックス　
歌：白雪千夜（関口理咲）
9. TRUE COLORS（M@STER VERSION）久川颯ソロ・リミックス　
歌：久川颯（長江里加）
10. TRUE COLORS（M@STER VERSION）久川凪ソロ・リミックス　
歌：久川凪（立花日菜）
11. TRUE COLORS（M@STER VERSION）オリジナル・カラオケ
12. TRUE COLORS（GAME VERSION）
歌：城ヶ崎美嘉（佳村はるか）、高森藍子（金子有希）、アナスタシア（上坂すみれ）、藤原肇（鈴木みのり）、乙倉悠貴（中島由貴）、黒埼ちとせ（佐倉薫）、白雪千夜（関口理咲）、久川颯（長江里加）、久川凪（立花日菜）

## 02 ステップ&スキップ
2019年11月13日発売。同年9月20日にゲーム内で配信された『スターライトステージ』用新曲「ステップ&スキップ」を収録。ゲーム中でのユニット名は「ワンステップス」。
収録曲
1. ステップ&スキップ（M@STER VERSION）
歌：関裕美（会沢紗弥）、白菊ほたる（天野聡美）、森久保乃々（高橋花林）
作詞：朝倉路、作曲・編曲：石濱翔（MONACA）
2. ステップ&スキップ（M@STER VERSION）関裕美ソロ・リミックス　
歌：関裕美（会沢紗弥）
3. ステップ&スキップ（M@STER VERSION）白菊ほたるソロ・リミックス　
歌：白菊ほたる（天野聡美）
4. ステップ&スキップ（M@STER VERSION）森久保乃々ソロ・リミックス　
歌：森久保乃々（高橋花林）
5. ステップ&スキップ（M@STER VERSION）オリジナル・カラオケ
6. ステップ&スキップ（GAME VERSION）
歌：関裕美（会沢紗弥）、白菊ほたる（天野聡美）、森久保乃々（高橋花林）

## 03 Gossip Club
2019年11月20日発売。同年9月30日にゲーム内で配信された『スターライトステージ』用新曲「Gossip Club」を収録。ゲーム中でのユニット名は「セクシーギャルズ」。
収録曲
1. Gossip Club（M@STER VERSION）
歌：大槻唯（山下七海）、藤本里奈（金子真由美）、城ヶ崎美嘉（佳村はるか）
作詞・作曲：俊龍、編曲：Sizuk
2. Gossip Club（M@STER VERSION）大槻唯ソロ・リミックス　
歌：大槻唯（山下七海）
3. Gossip Club（M@STER VERSION）藤本里奈ソロ・リミックス　
歌：藤本里奈（金子真由美）
4. Gossip Club（M@STER VERSION）城ヶ崎美嘉ソロ・リミックス　
歌：城ヶ崎美嘉（佳村はるか）
5. Gossip Club（M@STER VERSION）オリジナル・カラオケ
6. Gossip Club（GAME VERSION）
歌：大槻唯（山下七海）、藤本里奈（金子真由美）、城ヶ崎美嘉（佳村はるか）

## 04 Secret Daybreak
2019年12月25日発売。同年11月20日にゲーム内で配信された『スターライトステージ』用新曲「Secret Daybreak」を収録。ゲーム中でのユニット名は「デア・アウローラ」。
収録曲
1. Secret Daybreak（M@STER VERSION）
歌：速水奏（飯田友子）、新田美波（洲崎綾）
作詞・作曲・編曲：烏屋茶房
2. Secret Daybreak（M@STER VERSION）速水奏ソロ・リミックス　
歌：速水奏（飯田友子）
3. Secret Daybreak（M@STER VERSION）新田美波ソロ・リミックス　
歌：新田美波（洲崎綾）
4. Secret Daybreak（M@STER VERSION）オリジナル・カラオケ
5. Secret Daybreak（GAME VERSION）
歌：速水奏（飯田友子）、新田美波（洲崎綾）

## 05 ギュっとMilky Way
2020年2月5日発売。2019年12月20日にゲーム内で配信された『スターライトステージ』用新曲「ギュっとMilky Way」を収録。ゲーム中でのユニット名は「ドリームアウェイ」。
収録曲
1. ギュっとMilky Way（M@STER VERSION）
歌：佐久間まゆ（牧野由依）、喜多日菜子（深川芹亜）
作詞：高瀬愛虹、作曲・編曲：渡部チェル
2. ギュっとMilky Way（M@STER VERSION）佐久間まゆソロ・リミックス　
歌：佐久間まゆ（牧野由依）
3. ギュっとMilky Way（M@STER VERSION）喜多日菜子ソロ・リミックス　
歌：喜多日菜子（深川芹亜）
4. ギュっとMilky Way（M@STER VERSION）オリジナル・カラオケ
5. ギュっとMilky Way（GAME VERSION）
歌：佐久間まゆ（牧野由依）、喜多日菜子（深川芹亜）

## 06 幸せの法則～ルール～
2020年3月25日発売。同年1月20日にゲーム内で配信された『スターライトステージ』用新曲「幸せの法則～ルール～」を収録。ゲーム中でのユニット名は「ミス・フォーチュン」。
収録曲
1. 幸せの法則～ルール～（M@STER VERSION）
歌：鷹富士茄子（森下来奈）、白菊ほたる（天野聡美）
作詞・作曲・編曲：内海孝彰（TRYTONELABO）
2. 幸せの法則～ルール～（M@STER VERSION）鷹富士茄子ソロ・リミックス　
歌：鷹富士茄子（森下来奈）
3. 幸せの法則～ルール～（M@STER VERSION）白菊ほたるソロ・リミックス　
歌：白菊ほたる（天野聡美）
4. 幸せの法則～ルール～（M@STER VERSION）オリジナル・カラオケ
5. 幸せの法則～ルール～（GAME VERSION）
歌：鷹富士茄子（森下来奈）、白菊ほたる（天野聡美）

## 07 Gaze and Gaze
2020年4月22日発売。同年2月29日にゲーム内で配信された『スターライトステージ』用新曲「Gaze and Gaze」を収録。ゲーム中でのユニット名は「フォーリンシーサイド」。
収録曲
1. Gaze and Gaze（M@STER VERSION）
歌：川島瑞樹（東山奈央）、村上巴（花井美春）
作詞：ミズノゲンキ、作曲・編曲：睦月周平
2. Gaze and Gaze（M@STER VERSION）川島瑞樹ソロ・リミックス　
歌：川島瑞樹（東山奈央）
3. Gaze and Gaze（M@STER VERSION）村上巴ソロ・リミックス　
歌：村上巴（花井美春）
4. Gaze and Gaze（M@STER VERSION）オリジナル・カラオケ
5. Gaze and Gaze（GAME VERSION）
歌：川島瑞樹（東山奈央）、村上巴（花井美春）

## 08 輝け！ビートシューター
2020年4月29日発売。同年3月21日にゲーム内で配信された『スターライトステージ』用新曲「輝け！ビートシューター」を収録。ゲーム中でのユニット名は「ビートシューター」。ソロリミックスは、歌唱者に合わせて歌詞がアレンジされている。
収録曲
1. 輝け！ビートシューター（M@STER VERSION）
歌：結城晴（小市眞琴）、的場梨沙（集貝はな）
作詞・作曲・編曲：YOFFY（PSYCHIC LOVER）
2. 輝け！ビートシューター（M@STER VERSION）結城晴ソロ・リミックス　
歌：結城晴（小市眞琴）
3. 輝け！ビートシューター（M@STER VERSION）的場梨沙ソロ・リミックス　
歌：的場梨沙（集貝はな）
4. 輝け！ビートシューター（M@STER VERSION）オリジナル・カラオケ
5. 輝け！ビートシューター（GAME VERSION）
歌：結城晴（小市眞琴）、的場梨沙（集貝はな）

## 09 オタク is LOVE!
2020年7月15日発売。同年4月30日にゲーム内で配信された『スターライトステージ』用新曲「オタク is LOVE!」を収録。ゲーム中でのユニット名は「虹色ドリーマー」（にじいろどりーまー）。ソロリミックスは、歌唱者に合わせて歌詞がアレンジされている。
収録曲
1. オタク is LOVE!（M@STER VERSION）
歌：荒木比奈（田辺留依）、神谷奈緒（松井恵理子）、安部菜々（三宅麻理恵）
作詞・作曲・編曲：ヒゲドライバー
2. オタク is LOVE!（M@STER VERSION）荒木比奈ソロ・リミックス　
歌：荒木比奈（田辺留依）
3. オタク is LOVE!（M@STER VERSION）神谷奈緒ソロ・リミックス　
歌：神谷奈緒（松井恵理子）
4. オタク is LOVE!（M@STER VERSION）安部菜々ソロ・リミックス　
歌：安部菜々（三宅麻理恵）
5. オタク is LOVE!（M@STER VERSION）オリジナル・カラオケ
6. オタク is LOVE!（GAME VERSION）
歌：荒木比奈（田辺留依）、神谷奈緒（松井恵理子）、安部菜々（三宅麻理恵）

## 10 ほほえみDiary
2020年8月12日発売。同年5月31日にゲーム内で配信された『スターライトステージ』用新曲「ほほえみDiary」を収録。ゲーム中でのユニット名は「インディゴ・ベル」。
収録曲
1. ほほえみDiary（M@STER VERSION）
歌：高森藍子（金子有希）、道明寺歌鈴（新田ひより）
作詞：Mitsu（TRYTONELABO）、作曲・編曲：大岩航（TRYTONELABO）、編曲：岡野裕次郎（TRYTONELABO）
2. ほほえみDiary（M@STER VERSION）高森藍子ソロ・リミックス　
歌：高森藍子（金子有希）
3. ほほえみDiary（M@STER VERSION）道明寺歌鈴ソロ・リミックス　
歌：道明寺歌鈴（新田ひより）
4. ほほえみDiary（M@STER VERSION）オリジナル・カラオケ
5. ほほえみDiary（GAME VERSION）
歌：高森藍子（金子有希）、道明寺歌鈴（新田ひより）